# Shintarō Kimura
Shintarō Kimura (木村 慎太郎, Kimura Shintarō, né le 30 juin 1987) est un athlète japonais, spécialiste du 100 mètres.
Son meilleur temps est de 10 s 21 obtenu à Hiroshima le 27 juin 2009.

## Carrière

### Palmarès
| Date | Compétition             | Lieu      | Résultat | Épreuve   | Performance |
| ---- | ----------------------- | --------- | -------- | --------- | ----------- |
| 2009 | Jeux de l'Asie de l'Est | Hong Kong | 2e       | 100 m     | 10 s 39     |
| 2010 | Coupe continentale      | Split     | 2e       | 4 x 100 m | 39 s 28     |